# Vickers Type 123

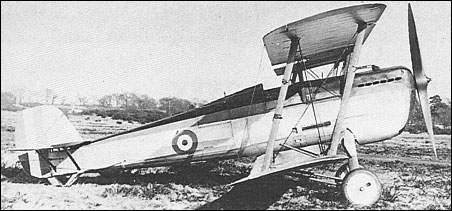
Vickers 141

Vickers Type 123 là một loại máy bay tiêm kích hai tầng cánh của Anh trong thập niên 1920, do hãng Vickers Limited tự nghiên cứu chế tạo.

## Tính năng kỹ chiến thuật (Type 123)
Dữ liệu lấy từ 
Đặc điểm tổng quát
- Kíp lái: 1
- Chiều dài: 28 ft 6 in (8.69 m)
- Sải cánh: 34 ft 0 in (10.37 m)
- Chiều cao: 9 ft 4 in ([2] 2.85 m)
- Diện tích cánh: 378 ft2 ([2] 35.12 m2)
- Trọng lượng rỗng: 2278 lb (1033 kg)
- Trọng lượng có tải: 3300 lb (1497 kg)
- Động cơ: 1 × Hispano-Suiza T52, 400 hp (298 kW)

Hiệu suất bay
- Vận tốc cực đại: 149 mph (239 km/h)
- Vận tốc lên cao: 1.515 ft/min ([2] (lên độ cao 1.515m, 5.000 ft) 7,7 m/s)

Vũ khí trang bị
- 2× Súng máy Vickers[2]